# NGC 333A
NGC 333A is een elliptisch sterrenstelsel in het sterrenbeeld Walvis. Het hemelobject ligt ongeveer 669 miljoen lichtjaar van de Aarde verwijderd. In de nabijheid bevindt zich een verderweg gelegen sterrenstelsel dat het nummer NGC 333B draagt.
De twee sterrenstelsels werden in 1877 ontdekt door de Amerikaanse astronoom Ernst Wilhelm Leberecht Tempel die het als een enkel object zag. Het kreeg de naam NGC 333. Later volgde de opdeling in twee sterrenstelsels.

## Synoniemen
- NGC 333
- PGC 3519
- MCG -3-3-13